# Mesquita Imam Ali (Shaki)
Mesquita Imam Ali (em azeri:  İmam Əli məscidi) é uma mesquita histórica e arquitetônica localizada na cidade de Shaki, no Azerbaijão.

## História
A Mesquita Imam Ali foi construída em 1775, no bairro de Ganjali da cidade de Shaki. A data exata da construção da mesquita é desconhecida. A área total da mesquita é de 660 m2. A mesquita tem uma forma quadrangular e é composta por 2 pisos. Existem salas auxiliares no piso térreo. No segundo andar, existe um salão de orações com uma área de 26x13 metros.
A mesquita foi construída com tijolos queimados. As paredes têm 75 cm de espessura. A Mesquita Imam Ali manteve sua aparência original. No entanto, após a ocupação soviética no Azerbaijão, o minarete da mesquita Imam Ali foi destruído e a mesquita deixou de funcionar. Depois que o Azerbaijão recuperou a independência, o minarete e o altar foram reconstruídos em 1997. A altura do minarete atual é de 22 metros.

## Galeria

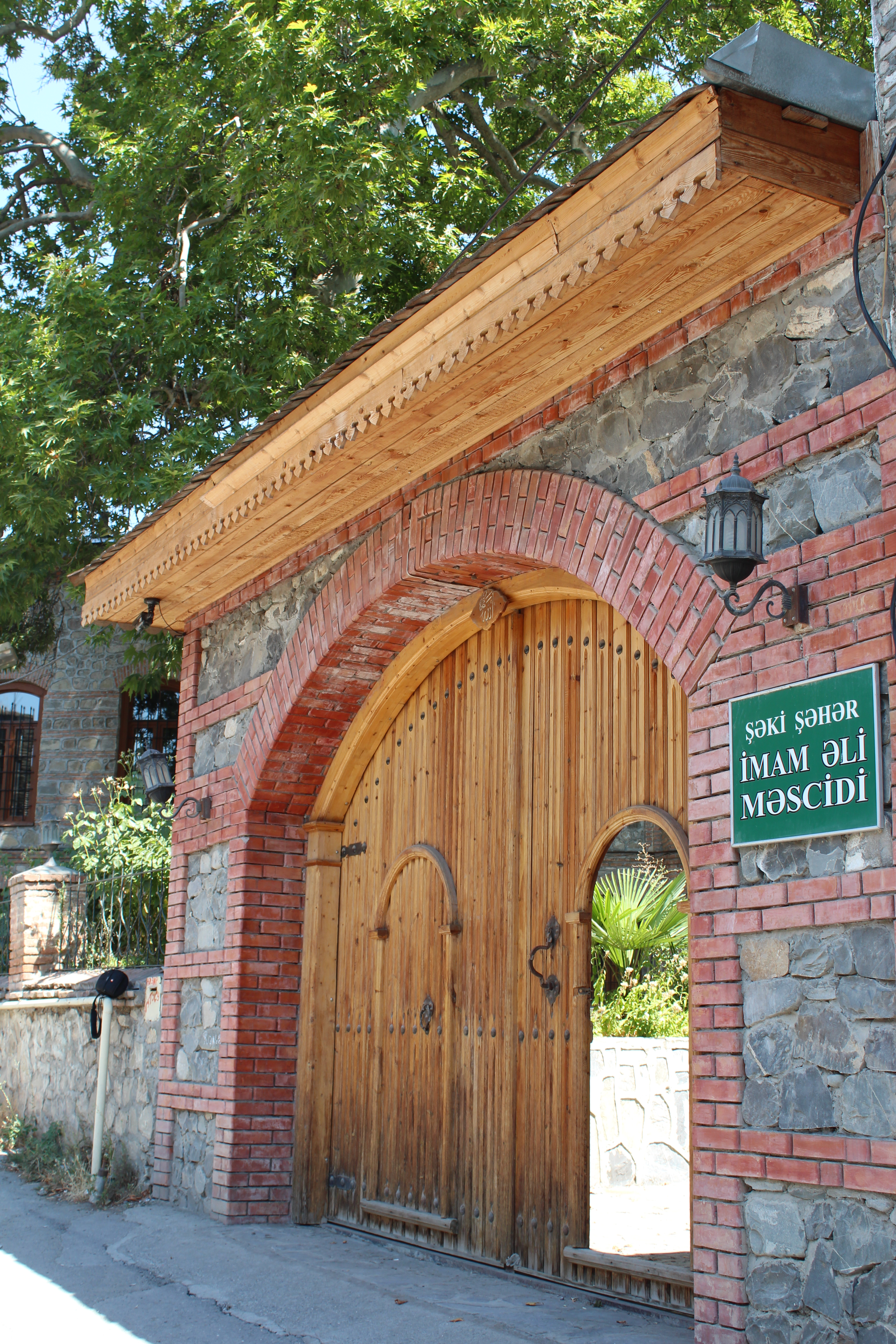
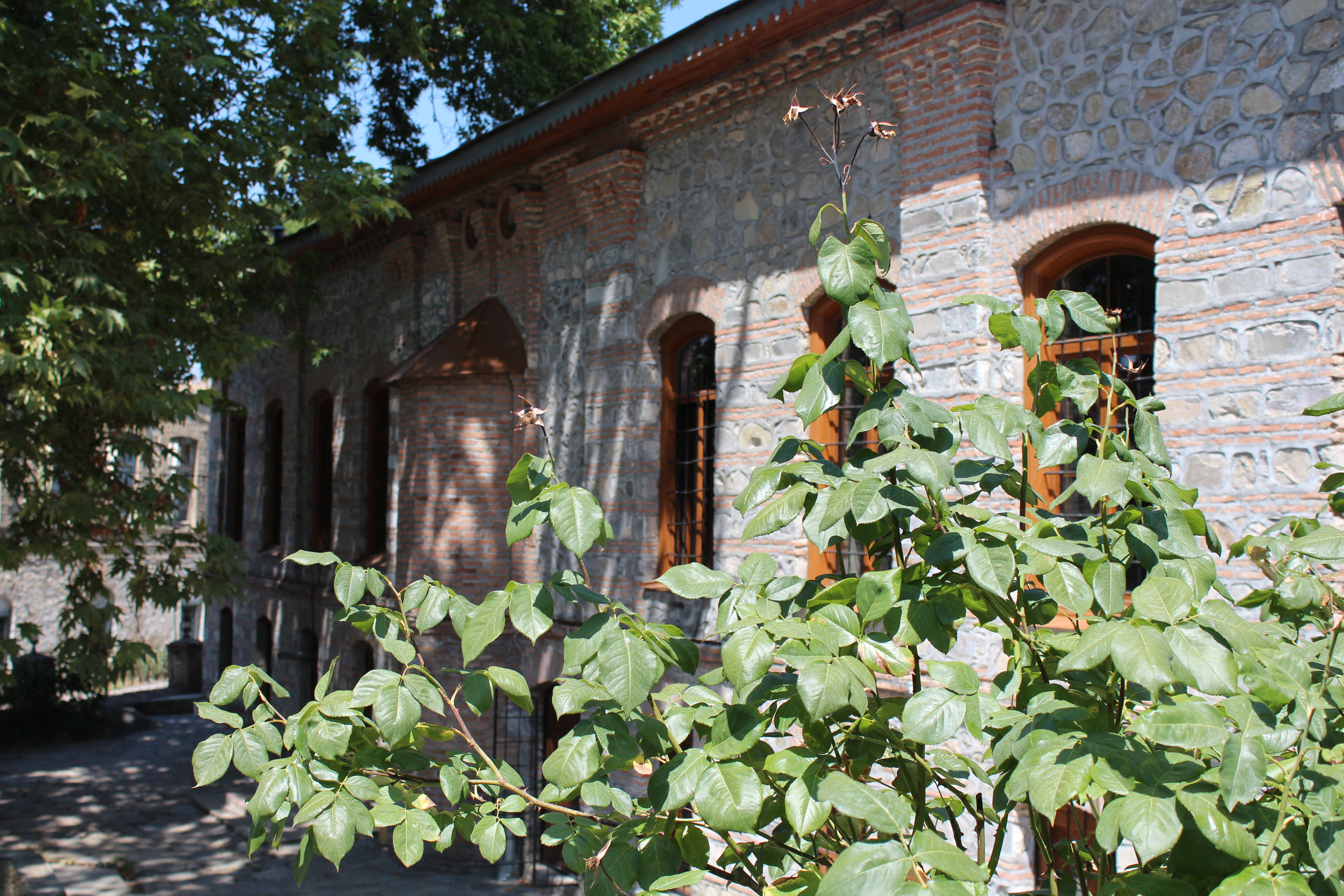
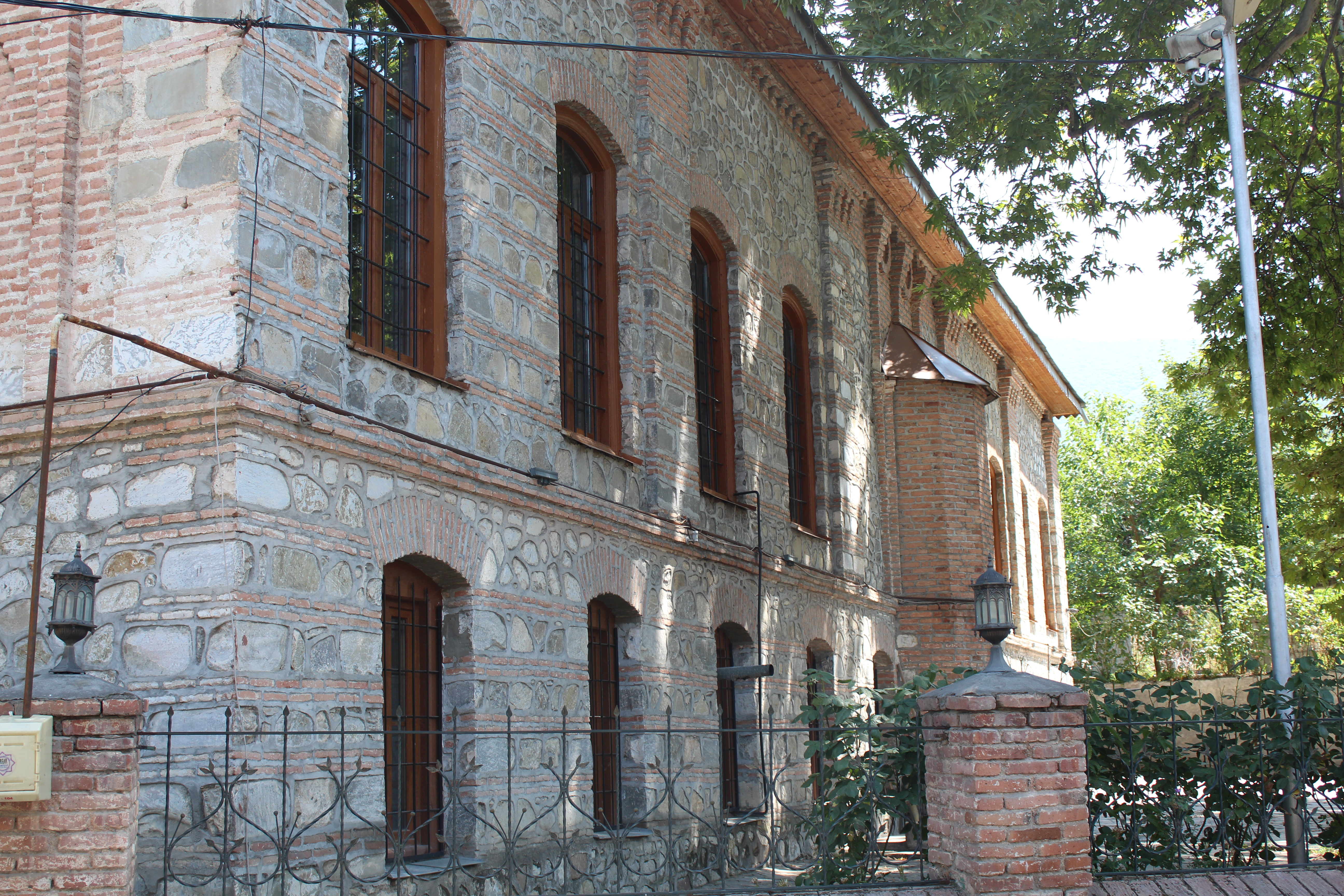